# Amata karapinensis
Amata karapinensis är en fjärilsart som beskrevs av Embrik Strand 1915. Amata karapinensis ingår i släktet Amata och familjen björnspinnare. Inga underarter finns listade i Catalogue of Life.